# Tomáš Weigner
Tomáš Weigner (6. listopadu 1850, Třebíč Horka – 7. srpna 1916, Varnsdorf ) byl český pedagog a textilní výtvarník.

## Biografie
Tomáš Weigner se narodil v roce 1850 v Třebíči-Horce v rodině Tomáše Weignera a jeho ženy Nepomuceny rodem Mrhové. Později vystudoval uměleckoprůmyslovou školu ve Vídni, tam také pořádal kurzy pro učitele textilního výtvarnictví. V roce 1879 odešel do Varnsdorfu, kde se stal ředitelem odborné školy tkalcovské, tam působil až do roku 1914. Věnoval se primárně výuce, ale také publikoval v odborném tkalcovském tisku. Byl přítelem T. G. Masaryka a v roce 1898 doporučil ke studiu na vídeňské uměleckoprůmyslové škole Reinholda Klause.